# Polia helvetica
Polia helvetica là một loài bướm đêm trong họ Noctuidae.